# Loch Lomond Readvance
Der Loch Lomond Readvance war während des ausgehenden Devensians ein letzter Kälteeinbruch im British Irish Ice Sheet. Er geht mit der Jüngeren Dryas konform und dauerte in etwa von 12.900 bis 11.700 Jahre vor heute.

## Etymologie

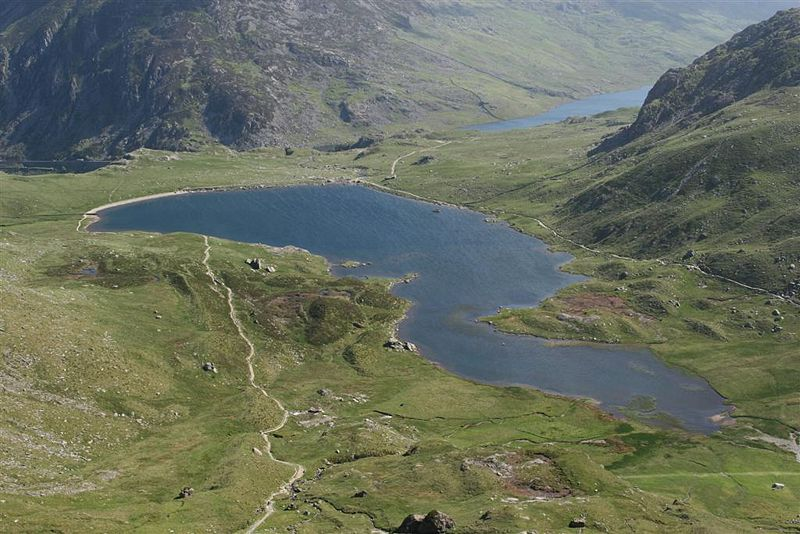
Der Llyn Idwal im Cwm Idwal in Nordwales (Snowdonia). Der See folgt dem Verlauf eines Talgletschers des Loch Lomond Stadials, dessen Endmoräne die Nordabriegelung des Sees darstellt. Der linke Weg folgt mehr oder weniger einer Seitenmoräne, sehr schöne Buckelmoränen sind im Vordergrund und auf der rechten Seeseite erkennbar.

Der Loch Lomond trägt im Schottisch-Gälischen die Bezeichnung Loch Laomainn. Das Substantiv loch bedeutet See oder auch Fjord. Laomainn ist vom gleichnamigen Berg Ben Lomond (Beinn Laomainn) abgeleitet und bedeutet Leuchtfeuer, Signalfeuer – Warnfeuer, das auf dem Berg angezündet wurde. Der Loch Lomond ist somit der „Leuchtfeuersee“. Das Englische readvance ist am besten mit „Wieder-“ oder „Neuvorstoß“ zu übersetzen. Die Eismassen begannen somit wieder erneut zu wachsen.

## Typlokalität
Die Typlokalität für den Loch Lomond Readvance liegt am Loch Lomond. Der Gletscher hatte am Südende des total eisbedeckten Sees neben Eskern und Buckelmoränen (engl. hummocky moraine) eine große Endmoräne (engl. terminal moraine) abgesetzt. An seinem Südostrand hinterließ er mehrere kleinere, hintereinanderliegende Moränenzüge und schuf gleichzeitig einen Eisstausee, den Lake Blane.

## Geschichtliches
Der Begriff Loch Lomond Readvance (abgekürzt LLR) bzw. Loch Lomond Stadial (abgekürzt LLS) ist in Irland als Nahanagan Stadial bekannt. Er geht auf J. B. Simpson zurück. Simpson hatte 1933 erstmals Moränen westlich des Tays einem Vorstoßstadium zugeordnet (so sprach er von readvance moraines) und am Südostende des Loch Lomonds die Vereisungsgrenzen dieses Stadiums etabliert. Allgemein war aber die Gegenwart von Talgletschern (engl. valley glacier) schon im 19. Jahrhundert erkannt worden, beispielsweise von J. D. Forbes im Jahr 1846, von William Jolly im Jahr 1868 in Irland und von James Geikie im Jahr 1878. Hierbei sollte es aber nur bei Beschreibungen bleiben.
Es sollte noch bis in die 1970er Jahre dauern, bis die ersten systematischen Kartierungen des Stadials durchgeführt wurden. Es war insbesondere J. Brian Sissons, der hierzu mehrere entscheidende Arbeiten beisteuerte. Seine und die Ergebnisse anderer Bearbeiter synthetisierte er in seiner Publikation von 1979, in der er die verschiedenen Geländeformen und Umweltbedingungen des Stadials mit integrierte. Ein weiterer Meilenstein war sodann die Veröffentlichung von Hannah Louise Bickerdike und Kollegen im Jahr 2016, die sämtliche geomorphologischen Informationen ins GIF-Format überführten.

## Einführung

Der Nordatlantikstrom bringt warme Wassermassen in hohe Breiten

Nach dem Letzteiszeitlichem Maximum zwischen 26.500 und 19.000 Jahre vor heute erlebte die Nordhemisphäre während der Jüngeren Dryas eine abrupte Abkühlung. Die Jüngere Dryas wird generell dem Zeitraum 12.900 bis 11.700 Jahre vor heute zugeordnet. In Eisbohrkernen aus Grönland fällt die Jüngere Dryas durch eine eindeutige Abnahme des Sauerstoff-Isotopensignals auf – was einer Temperaturabnahme von 9 °C entspricht. Fast überall auf der Nordhemisphäre gingen die Temperaturen drastisch zurück, aber auch die Niederschläge verringerten sich. Hiervon betroffen waren auch Nordafrika und Asien, das eigentliche Abkühlungszentrum lag aber eindeutig über dem Nordatlantik und den anliegenden Gebieten. Dennoch betrug die durchschnittliche globale Abkühlung während des LLRs nur 0,6 °C, da die starke Temperaturerniedrigung auf der Nordhemisphäre durch eine Erwärmung der Südhemisphäre konterkariert wurde. Die letztendlichen Ursachen für die jähe Abkühlung bleiben natürlich umstritten. Alles scheint aber darauf hinzudeuten, dass eine starke Beeinträchtigung des Nordatlantikstroms (AMOC) stattgefunden hatte – wahrscheinlich bedingt durch einen drastischen Zustrom von Süßwasser bzw. Schmelzwasser. Angenommen wird hierbei ein rapides endgültiges Abfließen des Lake Agassiz in die Hudson Bay, welcher sich als riesiger Eisstausee des Laurentidischen Eisschildes bei dessen Abschmelzen gebildet hatte.

## Geographie
Der Loch Lomond Readvance hatte sein Baryzentrum im West Highland Glacier Complex um Fort William und Rannoch Moor. Er war zu diesem Zeitpunkt die größte Eismasse der britischen Inseln. Der West Highland Glacier Complex reicht in etwa von Ullapool im Norden bis kurz vor Glasgow im Süden. Er hatte sich auf der Westseite Schottlands gebildet, da die vorherrschenden Winde starke Niederschläge aus dem Atlantik hier abregneten.
Kleinere Zentren fanden sich im Nordwesten Schottlands, in England und in Wales.
Beispiele für das nordwestliche Schottland sind die Bergstöcke Arkle, Cranstackie und Foinaven. Plateauvereisungen entstanden in den Monadhliath Mountains, in den Cairngorms, in den Northwest Highlands in Assynt, als auch auf Skye und Mull. Ein sehr großes Plateaueisfeld entwickelte sich in den Tweedsmuir Hills. Kleine Kargletscher (engl. cirque glacier) und Talgletscher bildeten sich auf Harris und auch auf Arran. Auf Hoy in Orkney befinden sich die beiden nördlichsten Kargletscher.
In England sind insbesondere die Cumbrian Mountains und der Lake District anzuführen. Im Lake District lagen Eisfelder (engl. ice fields), Kar- und Talgletscher. Kleinere Kargletscher waren auch in den nördlichen Pennines und in den Cheviot Hills anzutreffen. Der Lake District wurde wahrscheinlich von einem Plataeueisfeld eingenommen, welches High Street und Umgebung bedeckte. In den nördlichen Pennines konnten sechs Kargletscher und in den Cheviots ein Kargletscher ausgemacht werden. Ihre Akkumulation wurde durch ausgeblasenen Schnee begünstigt, welcher von den anliegenden großen Plateaugebieten angeweht worden war.
In Wales hatten sich Kargletscher in Snowdonia und in den Brecon Beacons gebildet. Letztere sind das südlichste Vorkommen des vorstoßenden Eises.

### Eisstauseen

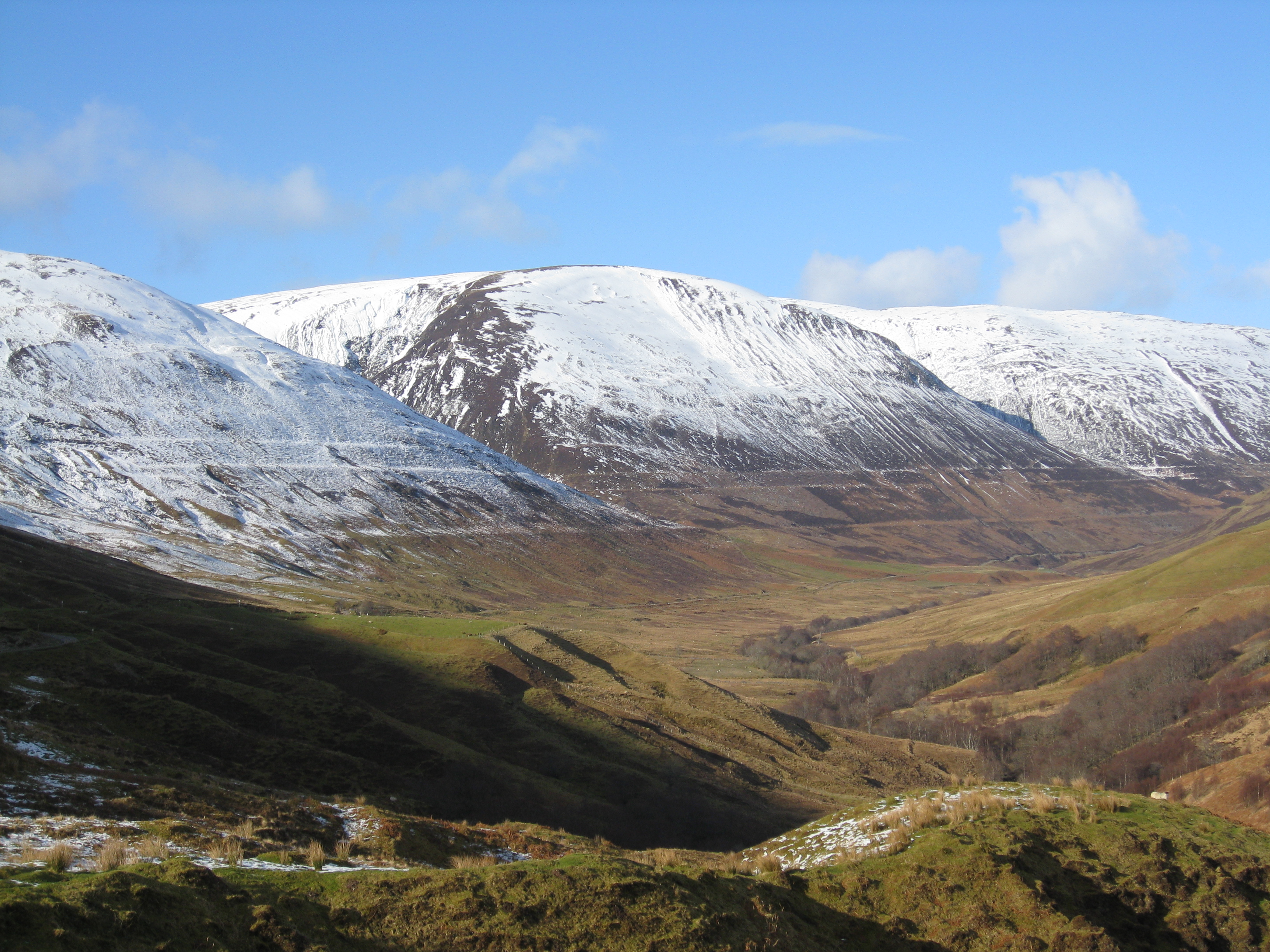
Die „Parallelstraßen“ des Glen Roys sind ehemalige Uferlinien eines früheren, vom Eis aufgestauten Sees. Ihre Höhenlagen von 350, 325 und 260 Meter zeichnen den allmählichen Eisverlust am Ende vom Loch Lomond Readvance nach.

Im Jahr 1805 hatte der englische Geologe George Bellas Greenough die damals bereits berühmten Parallel Roads im Glen Roy inspiziert und die parallelen Hangeinkerbungen als Uferlinien eines ehemaligen Sees gedeutet. Er und auf ihn folgende Geologen konnten sich aber nicht über die Natur des aufstauenden Dammes einigen. Jedoch interpretierte Louis Agassiz im Jahr 1840 die parallelen Strukturen richtig als Uferlinien eines Eisstausees. Aufbauend auf seinem Befund verglich er Schottland mit den gegenwärtigen Alpen  und zog den Schluss, dass Schottland vormals ebenfalls vergletschert war.
Die drei Uferlinien befinden sich auf 350, 325 und 260 Meter Höhe. Die unterschiedlichen Höhenniveaus entsprechen drei unterschiedlichen Stadien in der Entwicklung des Eisstausees. Die oberste 350 Meter-Linie gibt die Maximalausdehnung des Sees wieder. Mit dem sukzessiven Abschmelzen des Eises bildete sich etwas tiefer sodann die 325 Meter-Linie und schließlich die 260 Meter-Linie. Gegen Ende des Stadials kam es zu einem katastrophalen Flutereignis – einem Jökulhlaup – bei dem der Eisstausee schlagartig in den Great Glen auslief.
Im Verlauf des Loch Lomond Stadials formten sich noch andere Eisstauseen. Neben dem bereits erwähnten Lake Blane finden sich kleinere Eistauseen im Glen Doe, im Glen Garry und bei Achnasheen.

## Vorkommen

### Schottische Inseln

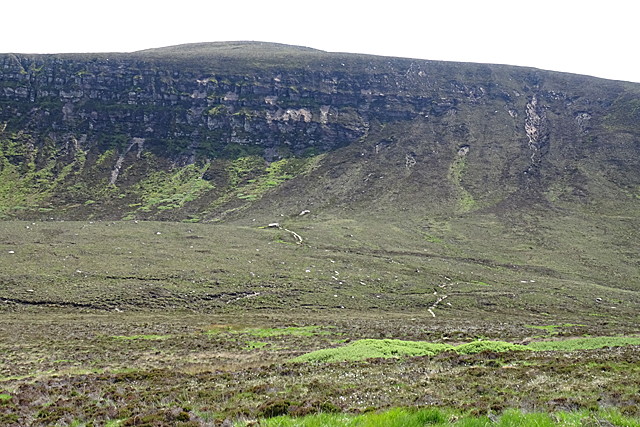
Der Talboden von Dwarfie Hamars war im Loch Lomond Readvance von einem Kargletscher ausgefüllt

Vorkommen für den Loch Lomond Readvance finden sich (wie zum Teil schon angesprochen) auf folgenden schottischen Inseln:
- Orkney – Hoy
- Äußere Hebriden – Lewis und Harris
- Skye
- Rùm
- Mull
- Arran.

#### Hoy
Auf Hoy – dem nördlichsten Fundort – sind zwei Kargletscher bekannt – Enegars und Dwarfie Hamars. Enegars wurde kosmogenisch auf 13.300 bis 11.600 Jahre vor heute und Dwarfie Hamars auf 13.800 bis 13.000 Jahre vor heute datiert. Colin K. Ballantyne und Kollogen erhielten jedoch für die beiden Vorkommen etwas jüngere Alter von 12.400 bis 10.400 Jahren vor heute, mit einem gewichteten Mittelwert bei 11.700 ± 600 Jahre vor heute. Orkney war zuvor noch von dickem Geschiebemergel (engl. drift) des BIIS bedeckt gewesen.

#### Äußere Hebriden

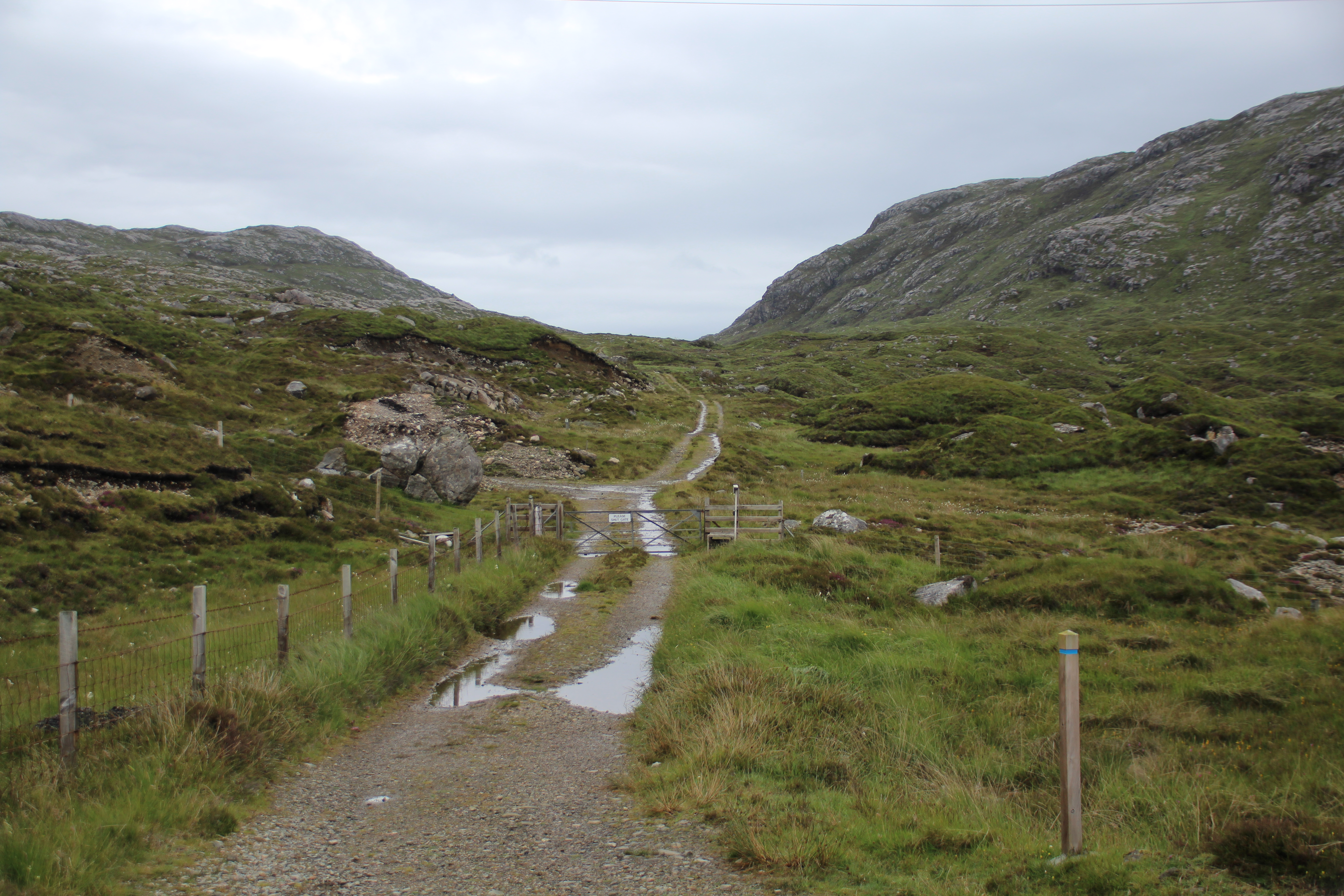
Endmoränenwall auf Harris südöstlich von Seilebost

In den Äußeren Hebriden gingen Talgletscher sowohl von den Uig Hills im westlichen Lewis als auch von den nördlichen Hügeln in Harris aus. In den Uig Hills sind vier Talgletscher bekannt (Dibadale, Raonasgail, Suainaval und Tamanisdale), auf Harris bestanden drei Talgletscher (Langadale, Meavaig und Ulladale) und sieben Kargletscher. Buckelmoränen sind sehr häufig auf Harris. Datierungen für den Loch Lomond Readvance sind leider nicht vorhanden. Das Ende des vorangegangenen Eisschildes wurde hier mit 20.500 Jahren vor heute bestimmt.

#### Skye
Skye besitzt mit die schönsten geomorphologischen Beispiele im Loch Lomond Readvance. Während des Letzteiszeitlichen Maximums befand sich noch eine unabhängige Eiskappe auf den Cuillin Hills, die Eismassen des Mainlands nach Süden und Norden umlenkte. Im Loch Lomond Readvance entstand sodann erneut eine 150 Quadratkilometer große Eiskappe über den Cuillins und den Eastern Red Hills. Sissons (1977) hatte allein 9 Kar- und Talgletscher in den Cuilins und 4 in den Eastern Red Hills kartiert. Das Eisfeld hat sich aber seitdem als wesentlich extensiver herausgestellt und umfasst jetzt auch die Vereisungen südlich der Kyleakin Hills. Auf Skye findet sich die gesamte Plethora glazialer geomorphologischer Geländeformen – Moränen, Endmoränen, Moränenrücken, Buckelmoränen, gestriemte Grundmoränen (engl. Flutings), Schmelzwasserkanäle, kleine Esker, Gletscherschliffe, Gletscherschrammen, Rundhöcker, Geschiebegrenzen, Geschiebeterrassen und Trimmlinien (engl. trimlines).

#### Rùm

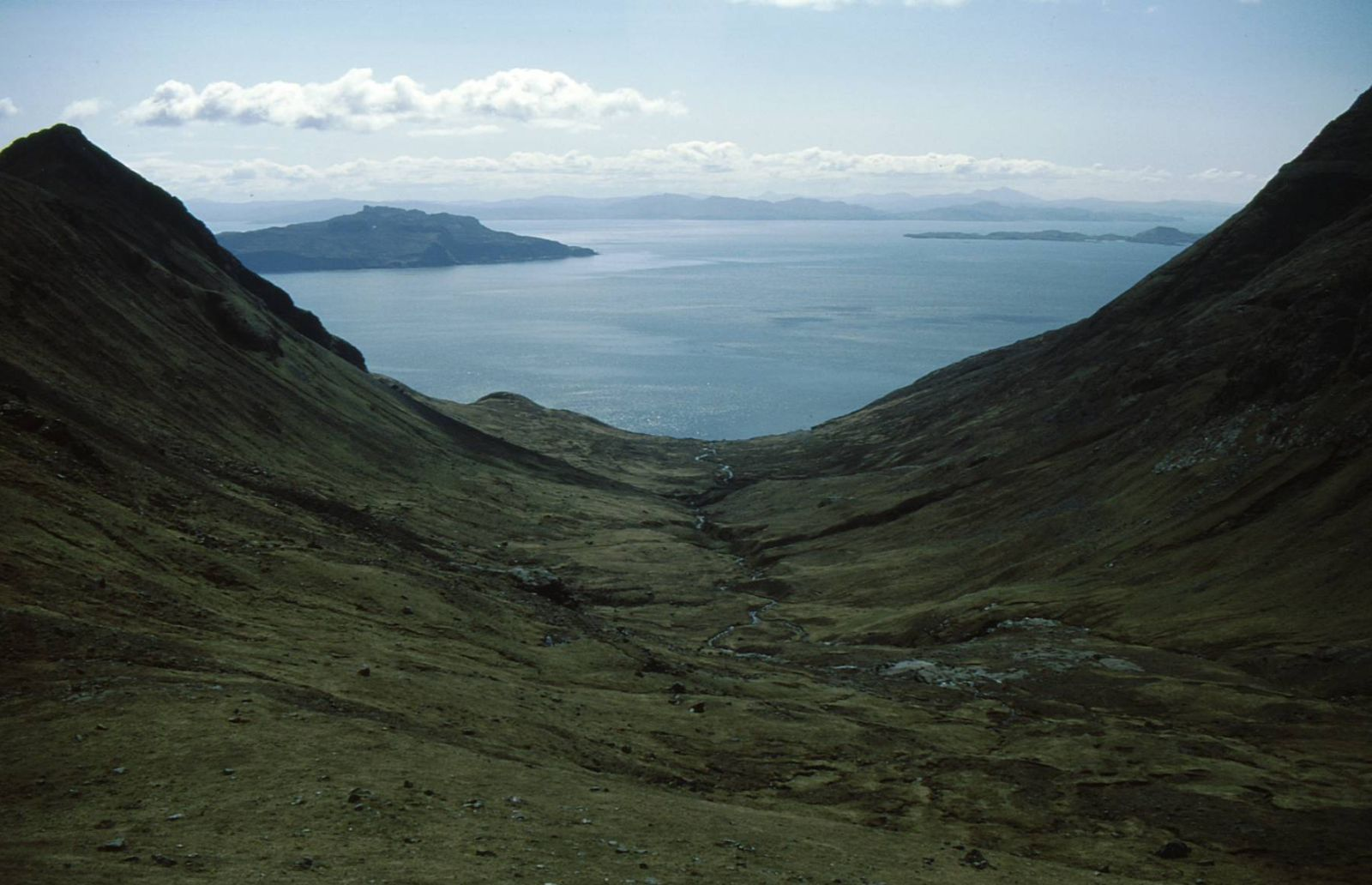
Das Gletschertal Glen Dibidil auf Rùm ist ein bilderbuchartiges U-förmiges Trogtal und war auch im Loch Lomond Readvance wieder vergletschert. Im vorderen Talgrund liegen kleinere Buckelmoränen.

Auf Rùm befinden sich 9 LLR-Gletscher in den Rùm Cuillin sowie 2 weitere in den Hügeln im Westen. Darunter sind die beiden zusammenlaufenden Getscher im Glen Harris und im Glen Dibidil. Die Endmoränen der Gletscher auf Rùm erreichen Höhen von 2 bis 15 Meter. Innerhalb des Gletscherareals finden sich keine periglazialen Geländeformen, die jedoch außerhalb auf Rùm weitverbreitet sind. Es darf daher angenommen werden, dass die Gletscher als Schutzmantel gewirkt hatten. Es bestehen bis jetzt noch keine Altersdatierungen, die Geländebefunde lassen aber durchaus ein LLR-Alter vermuten.

#### Mull
Auch Mull trug während des Letzteiszeitlichen Maximums einen kleinen Eisdom, der aus dem Mainland herausstömendes Eis umlenkte. Im Loch Lomond Readvance installierte sich hier erneut ein Eisfeld. Bekannt sind 5 Talgletscher (Ba, Forsa, Glen Byre, Glen More und Spelve Don) sowie 6 Kargletscher. Die Datierungen auf Mull sind etwas dürftig, ein Radiokohlenstoffalter gewonnen anhand von Muschelresten in der Moräne von Kinlochspelve bestätigt jedoch ein LLR-Alter. Dafür spricht auch die Abwesenheit von reifen Hangprofilen und angehobenen Strandlinien innerhalb vergletscherter Areale, welche aber außerhalb durchaus angetroffen werden.

#### Arran
Dass Arran im Loch Lomond Readvance vereist war ist unbestritten, über das Ausmaß der Vereisung bestehen aber große Meinungsverschiedenheiten, beispielsweise zwischen Gemmell (1973) und Colin Ballantyne (2007), wobei Ballantyne eine wesentlich eingeschränktere Sichtweise vertritt. Generell fanden sich Gletscher in den Tälern Gleann Diomhan, Gleann Easan Biorach, Glen Catacol, Glen Iorsa, Glen Rosa und Glen Sannox, am Loch Tanna und im North Glen Sannox sowie in den Karen Coire a’ Bhradain, Coire Lan, Coire nam Meann und Coire nan Larach. So hatte Gemmell eine großflächige Verbindung zwischen dem Glen Iorsa und dem Glen Catacol hergestellt. Seine Eismassen reichten sehr weit in den einzelnen Tälern hinunter, wohingegen sie bei Ballantyne nur noch in den höheren Tallagen zu finden sind.

### Northwest Highlands

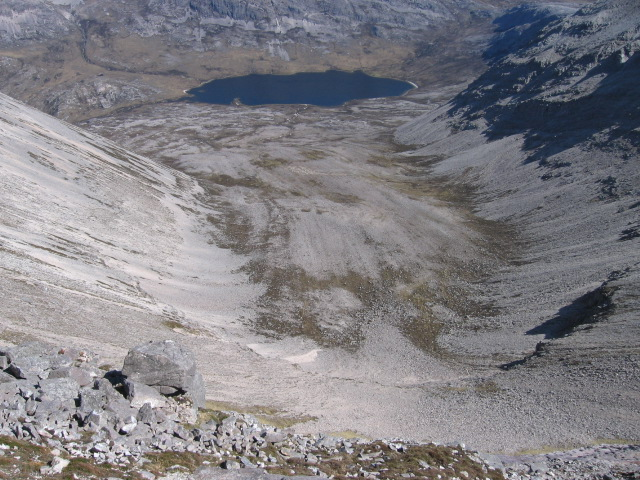
Das Kar Am Bathaich auf der Ostseite des Arkles trug im Loch Lomond Readvance einen Kargletscher

Neukartierungen in den Northwest Highlands haben für den Loch Lomond Readvance auch hier ein weit größeres Ausmaß der Vergletscherungen als bisher angenommen dokumentiert. Folgende Eiszentren lassen sich unterscheiden:
- Ben Hee
- Beinn Dearg
- An Teallach
- Applecross

#### Ben Hee
Die nördlichen Berge um den Ben Hee ermöglichten ein sehr ausgedehntes Eisfeld, das rund 340 Quadratkilometer einnahm. Das Zentrum dieses Eisfeldes lag etwa 5 Kilometer westlich des Ben Hees auf rund 450 Meter Höhe. Es reichte im Südwesten an den Beinn Leòid, den Beinn Uidhe und an den Ben More Assynt heran – und im Norden an den Foinaven mit dem Dionard-Gletscher und seinen drei Kargletschern. Weitere Gletscherzungen neben dem Dionard-Gletscher sind beispielsweise Cassley, Flag, Glencoul, Glendhu, Golly, More, Muick, Oykel, Shin und andere. In Relation zu diesem Eisfeld stehen auch der Arkle im Norden mit seinen beiden Kargletschern, der Cùl Mòr mit beeindruckenden Endmoränen 15 Kilometer weiter westlich und der Ben More Coigach mit hintereinanderliegenden Rückzugsmoränen. Eine kosmogene Isotopendatierung im Glen Cassley ergab Alter von 13.000 bis 11.600 Jahre vor heute.

#### Beinn Dearg
Am Bergstock des Beinn Deargs hatte sich im Loch Lomond Readvance eine Eiskappe von rund 20 Kilometer Durchmesser gebildet. Diese war anfangs ebenfalls in ihrer Ausdehnung unterschätzt worden. Die Eiskappe ist asymmetrisch aufgebaut, da sie recht große Auslassgletscher nach Norden und Südosten entsendet, in ihrem Westabschnitt aber nur kleinere Kargletscher aufweist. Es sind mindestens 12 Kargletscher vorhanden, Talgletscher finden sich im Glen Alladale, Gleann Mor, am Loch a’ Gharbhrain sowie nördlich vom Strath Rannoch. Eine kosmogene Altersdatierung in einem nördlichen Seitenast des Glen Alladales ergab 13.900 bis 12.000 Jahre vor heute.

#### An Teallach
Der Bergstock des An Teallachs befindet sich unmittelbar nördlich vom West Highland Glacier Complex. In den nach Norden und Osten ausgerichteten Karen entwickelten sich 6 kleinere Kargletscher, von denen 4 Endmoränen aufweisen. Ihre Ausdehnung wird generell durch End-, Seiten- und Buckelmoränen markiert. Der Kargletscher Glas Tholl besitzt eine 30 Meter hohe Endmoräne, die eine ausgesprochen dicke Geschiebemergellage (Grundmoräne) mit Buckeln und Striemungen (Flutings) umschließt. Der Kargletscher Mac is Mathair 2 Kilometer weiter nördlich weist 5 Rückzugsmoränenrücken auf, wobei der äußerste dieser Rücken ältere und bedeutendere Geschiebemergelrücken eines vormaligen Rückzugsstadiums durchschneidet. Die Kargletscher repräsentieren folglich ein noch späteres Rückzugstadium während des LLRs.

#### Applecross
Die LLR-Vereisungen auf der Applecross-Halbinsel waren auf den Beinn Bhàn und den Sgurr a’ Ghaorachain konzentriert. Hiervon gingen 3 Talgletscher aus, welche nach Südosten zum Loch Kishorn abflossen. Auf der Nordseite des Beinn Bhàns lagen Kargletscher. Altersdatierungen auf dem Grat erbrachten 13.400 bis 11.000 Jahre vor heute.

### West Highland Glacier Complex
Der West Highland Glacier Complex kann in drei Sektoren unterteilt werden:
- Torridon bis Loch Linnhe – Nordsektor
- Rannoch Moor – zentraler Sektor
- Loch Lomond und die Trossachs – Südsektor

#### Torridon bis Loch Linnhe

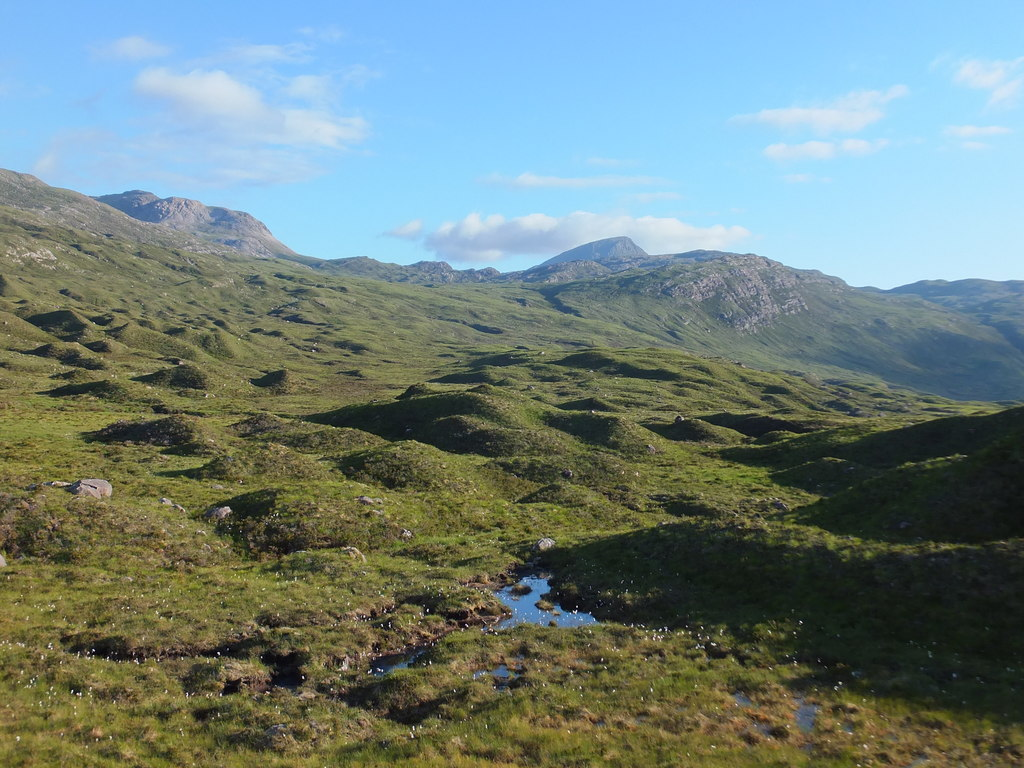
Das Moränenfeld von Coire a’ Cheud-chnoic

Topographisch eingezwängte Talgletscher hatten sich am Baosbheinn, am Liathach und am Beinn Eighe gebildet, wobei sie auch Moränen vom vorangegangenen Wester Ross Readvance (zirka 16.000 Jahre vor heute alt) durchstießen. Sehr deutlich ausgeformte Moränen finden sich unterhalb des Beinn Alligin. Sehr schöne Beispiele für Rückzugsmoränen sind im Coire Mhic Nobuil zu sehen. Im zwischen dem Torridon River und dem Lochan Neimhe gelegenen Coire a’ Cheud-chnoic liegen Paradebeispiele von gestriemten Grundmoränen, die der Talrichtung folgen und querliegende Rückzugsmoränen überprägen. Es werden somit echte Buckelmoränen nur vorgetäuscht.
LLR-Gletscher und Moränenfelder finden sich ferner am Slioch, in den Fannich Mountains, um Achnasheen, im Glen Carron, im Strath Carron und im Strathconon. Entlang der Ostseite sind Gletscher im Glen Affric, Glen Cannich, Glen Doe und im Glen Moriston anzuführen. Das Glen Doe war wahrscheinlich ein Eisstausee. Im Süden und vor allen Dingen an der Westküste sind die Eisgrenzen wesentlich undeutlicher. Dies erklärt sich durch eine starke Reduzierung der Grundmoränen ab dem Loch Morar südwärts. Auch Rückzugsmoränen sind so gut wie nicht mehr vorhanden. Hiervon betroffen sind neben dem Loch Morar der Loch Nevis, der Loch Ailort, der Loch Shiel, der Loch Sunart und der Loch Linnhe. Es ist auch noch nicht restlos geklärt, wie weit die Gletscher in den einzelnen Seelochs vorstießen und ob sie in ihnen kalbten.

#### Rannoch Moor

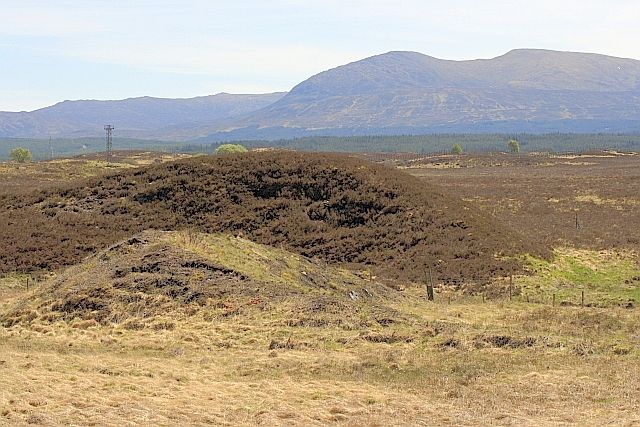
Buckelmoränen im Rannoch Moor

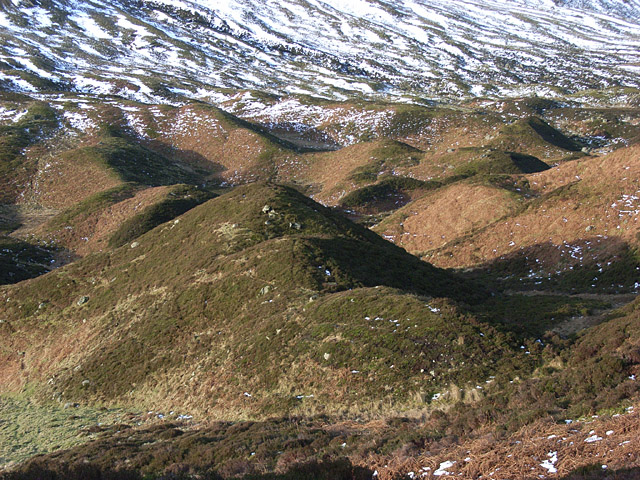
Moränen im Glen Turret

Das Rannoch Moor trug eine Eiskappe und fungierte als Akkumulationszentrum für den West Highland Glacier Complex, dessen ostseitige Gletscher im Great Glen zusammentrafen. Das Great Glen entsandte seinerseits einen großen Eisstrom nach Südwesten zum Loch Linnhe. Auch die Eiskappe auf dem Rannoch Moor stand über Glen Coe, Loch Leven und Glen Nevis mit dem Loch Linnhe in Verbindung. Zwei weitere Eisloben erreichten im Nordosten den Loch Creran über den Glen Creran und den Loch Etive über den Glen Etive. Die ostwärts abfließenden Gletscher der Eiskappe sind wesentlich deutlicher. Hierzu zählen der Treig-Gletscher am Loch Treig, der Ossian-Gletscher am Loch Ossian, der Ericht-Gletscher am Loch Ericht und der sehr breite Loch-Rannoch-Gletscher am Loch Rannoch.
Am Südrand der Eiskappe sind (von Ost nach West) folgende Gletscher anzutreffen: der Lyon-Gletscher über dem Loch Lyon, der Orchy-Gletscher im Glen Orchy, der Strae-Gletscher im Glen Strae und der Kinglass-Gletscher im Glen Kinglass. Im Nordwesten sind noch der Spean-Gletscher im Glen Spean und der Roy-Gletscher im Glen Roy zu erwähnen. Der Eisvorstoß in diese beiden Täler führte zur Bildung einer Serie von Eisstauseen. Die 325-Meter Uferlinie im Glen Roy konnte auf 12.900 bis 12.300 Jahren vor heute datiert werden.
Es sind aber durchaus noch andere Alter am Rannoch Moor vorhanden, z. B. ein Warvenalter von 12.165 vor heute, ein Alter der Pflanzenwiederbesiedelung von 12.613 bis 11.821 Jahre vor heute und ein kosmogenes Alter an Moränenblöcken von 11.700 bis 11.300 Jahre vor heute. Es sieht somit ganz danach aus, dass die Eiskappe auf dem Rannoch Moor bzw. deren Reste sich bis zum Ende des LLRs oder sogar noch bis ins Holozän gehalten haben dürften.
Die Dicke der Eiskappe auf dem Rannoch Moor ist nach wie vor umstritten, konservative Ansichten liegen bei 750 Meter, es werden aber auch durchaus Eishöhen von 900 bis 1.000 Meter vertreten. Neuerdings werden Eishöhen um 900 Meter favorisiert.

#### Loch Lomond und die Trossachs
Trotz der Typlokalität wurde dem Südsektor im Western Highland Glacier Complex vergleichsweise wenig Aufmerksamkeit zuteil. Recht gut untersucht sind die Eisloben am Gare Loch, am Loch Lomond, am Lake of Menteith und auch am Teith-Gletscher bei Callander. Weitere LLR-Gletscher sind bekannt im Glen Dochart, im Glen Lochay und am Kopfende vom Loch Earn. Ein vermeintlicher Gletscher im Glen Almond ist hingegen fraglich. Die Fjorde Loch Fyne und Loch Long waren sehr wahrscheinlich vergletschert. Beinn Ìme und Ben Vorlich ragten womöglich als Nunataks aus den Eismassen. Kleine Kargletscher waren am Black Craig, am Corrachaive, am Corarsik, am Stronlonag und auf dem Creag Mhòr auf der Cowal-Halbinsel herangewachsen, wie Endmoränen und Gletscherstriemen nahelegen.
An der Typlokalität bei Croftamie konnte eine stratigraphische Abfolge erstellt werden, die als Clyde-Valley-Formation insgesamt 8 Member enthält, darunter auch eine letzteiszeitliche Tillfolge des British Irish Ice Sheets an der Basis und eine pflanzliche Abfolge mit Paläoboden im Mitteltrakt. Dieses organische Croftamie Member konnte auf kalibrierte 12.127 bis 11.624 Jahre vor heute datiert werden und gehört somit eindeutig zum Loch Lomond Readvance.

### Central Highlands
Im Loch Lomond Readvance entstanden in den Hochlagen der Central Highlands östlich vom West Highland Glacier Complex mehrere unabhängige Eisfelder. Diese können vier Sektoren zugeordnet werden:
- Monadhliath
- Creag Meagaidh
- Drumochter und Gaick
- Cairngorms und südöstliche Grampians.

#### Monadhliath
Der etwa 840 Quadratkilometer große Bergstock der Monadliath Mountains östlich des Great Glens wurde erst sehr spät ab den 2000ern glaziologisch untersucht. Im Verlauf des LLRs trugen die Monadhliath Mountains einen Plateaugletscher, der von zwei ineinander aufgehenden Eisfeldern genährt wurde. Von den 53 vom Plateau ausgehenden Tälern waren in 17 Rückzugsmoränen hinterlassen worden sowie außerhalb des Eisrandes Schmelzwasserkanäle. Am Südostrand des Plateaus sind 4 vergletscherte Täler zu erwähnen – Gleann Ballach, Gleann Chaorainn, Gleann Fionndrigh und Gleann Lochain. Sie alle hinterließen Buckelmoränen, jedoch ist nicht eindeutig ersichtlich, ob sie auch tatsächlich mit dem Plateaueis in Verbindung standen.
Kosmogene Datierungen aus dem Gleann Chaorainn an Geröllen und Anstehendem ergaben die Alter von 18.700, 16.300 und 13.400 Jahre vor heute. Dies deutet auf eine Vereisung noch vor dem LLR hin. Zwei Endmoränenrücken im Gleann Ballach wurden ebenfalls datiert und ergaben ihrerseits 12.700 und 11.200 Jahre. Diese beiden LLR-Alter deuten womöglich auf zwei unterschiedliche Phasen hin. Die morphostratigraphischen Übereinstimmungen zwischen den einzelnen Tälern verweisen aber generell auf eine Vereisung der Monadhliath Mountains auch im Loch Lomond Readvance.

#### Creag Meagaidh

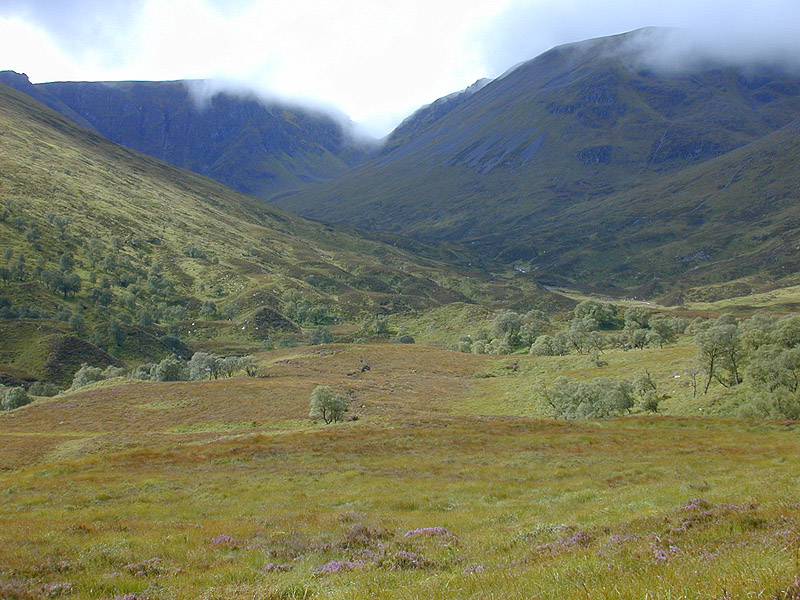
Das Coire Ardair am Creag Meagaidh nördlich des Loch Laggans trug im Loch Lomond Readvance einen Kargletscher. Das Moränenfeld markiert seine maximale Ausdehnung.

Der plataeuartige Bergstock Creag Meagaidh liegt südlich der Monadhliath Mountains und nordwestlich von Drumochter. Er fand glaziologisch bisher nur sehr wenig Beachtung. Im Westen des Bergstocks hatte sich ein kleines Eisfeld gebildet. Davon unabhängig lagen drei Talgletscher im Glen Ardair, im Coire Bhanain und im Coire Choille-rais. In der Umgebung vom Coire Ardair finden sich außerdem drei Kargletscher. Die Talgletscher hinterließen eine dicke geröllbedeckte Grundmoräne, scharfgratige und engständige Rückzugsmoränen und Buckelmoränen. Möglicherweise standen die Talgletscher mit dem Plateaueis in Verbindung – was wahrscheinlich erscheint, falls das Plateaueis eine kalte Sohle aufwies.

#### Drumochter und Gaick
Sowohl die zeitliche Einordnung als auch das Ausmaß der Vereisung auf den Bergstöcken von Drumochter und Gaick wurden bisher stark debattiert. Mit Sicherheit vergletschert waren in den westlichen Drumochter Hills die Täler Glen Garry, Glen Shallainn und Glen Truim. Kargletscher befanden sich im Coire Bhachdaidh, im Coire Easan und im Coire Glas. Die Gletschertäler werden von Buckelmoränen dominiert, welche auf ihrem Rückzug sich schräg zur Hangneigung anordneten. Moränen und vorhandene Trimmlinien verweisen auf einen Rückzug, der in den Tälern aufwärts in Richtung Eiszentrum erfolgte.
In den nach Südwest ausgerichteten Tälern sind Moränen nur schlecht entwickelt – was sich womöglich durch eine geringere Eisstärke aufgrund von Schneeausblasen erklärt. Große Terrassen südlich des Loch Garrys verweisen auf die Gegenwart eines Eisstausees, der von den Gletschern Easan, Garry und Shallainn aufgestaut wurde. Folglich hatten die drei Eisloben ihre Maximalausdehnung gleichzeitig erlangt, wobei aber der Rückzug des Shallainn-Gletschers früher eingesetzt hatte als der des Garry-Gletschers. Ein solches Rückzugsmuster lässt auf das Abschmelzen eines unabhängigen Eisfeldes in diesem Gebiet schließen.
Laut Sissons lag auf dem Gaick-Plateau eine reduzierte Eiskappe, jedoch mit bedeutenden Auslassgletschern in Richtung Südwesten. Das Eis floss durch das Kar Coire Mhic-sith und das benachbarte Allt a Stalacir’ hinab zum Pass of Drumochter, um sich schließlich mit dem Eisfeld der westlichen Drumochter Hills zu vereinen. Hiergegen spricht jedoch die Tatsache, dass Eis am Pass of Drumochter im Coire Mhic-sith einen Eisstausee verursacht hatte. Kleinere Kargletscher im Gaick-Plateau sind Coire Cam und Coire Chais.

#### Cairngorms und südöstliche Grampians

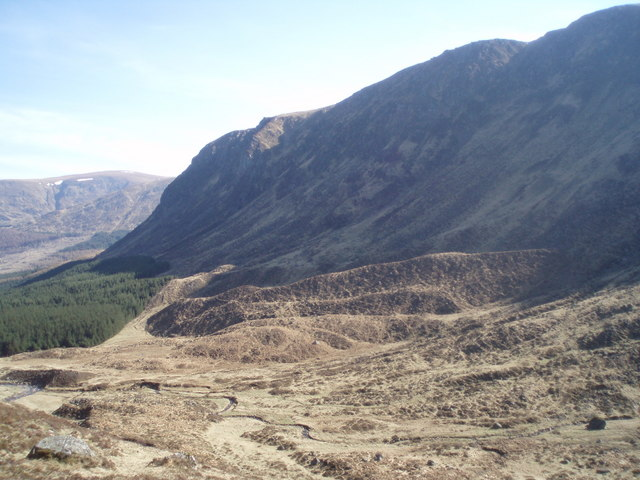
Seitenmoränen des Talgletschers im Glen Doll

In den Cairngorm Mountains hat es sich als schwierig erwiesen zwischen dem Loch Lomond Readvance und älteren Vereisungen zu differenzieren. Es wird angenommen, dass während der Spätstadien des letzteiszeitlichen Maximums ein kleiner Plateaugletscher auf dem Monadh Mor und dem oberen Glen Eidart bestand. Ferner füllten Talgletscher das Garbh Coire unterhalb vom Braeriach, das Glen Geusachan unterhalb vom Devil's Point und das Glen Eidart.
Datierungen im Glen Geusachan lieferten zweierlei Ergebnisse: kosmogene Datierungen an Geröllen in Seitenmoränen am äußersten Rand des Gletschers (bereits im Glen Dee gelegen) ergaben Alter zwischen 18.600 und 13.600 Jahren vor heute – diese Seitenmoränen waren folglich nicht vom LLR betroffen worden. Buckelmoränen unmittelbar unterhalb vom Devil's Point lieferten aber mit 12.100 bis 10.800 Jahre vor heute sehr wohl LLR-Alter. Das Glen Geusachan war somit auch im Loch Lomond Readvance vereist, reichte aber nicht mehr sehr weit ins Tal des Dees hinaus.
Die südöstlichen Grampian Mountains um Lochnagar sind bisher nur sehr wenig in der Fachliteratur bearbeitet worden. Sissons und Sutherland (1976) haben hier 27 LLR-Gletscher rekonstruiert – darunter eine Eiskappe auf dem Plateau südwestlich vom Mount Keen, Talgletscher im Glen Callater, Glen Clova, Glen Doll, Glen Effock, Glen Muick und Glen West Water sowie eine Reihe von Kargletschern. Die Ausdehnung der Talgletscher kann sehr gut durch recht reichhaltige Buckelmoränen – insbesondere in den unteren Talabschnitten – eingegrenzt werden. Auch die Mehrheit der Kargletscher wird eindeutig durch ihre Endmoränenrücken definiert, welche mit großen Blöcken und auch Buckeln übersät sind. Die Ausdehnunhg der Eiskappe auf dem Plateau ist weniger scharf umrissen, kann aber durch Schmelzwasserkanäle an der Kopfseite der umliegenden Talungen in etwa abgeschätzt werden. Mit dem Ergebnis, dass das Plateaueis auf den südöstlichen Grampians wesentlich umfangreicher war als auf den Cairngorms – was wahrscheinlich auf die dominierenden Südostwinde zurückzuführen ist, mit Abnahme der Schneefallmenge in Richtung Nordwest.

### Southern Uplands
Der Loch Lomond Readvance verteilt sich den Southern Uplands auf zwei Zentren:
- Galloway
- Tweedsmuir Hills.

#### Galloway

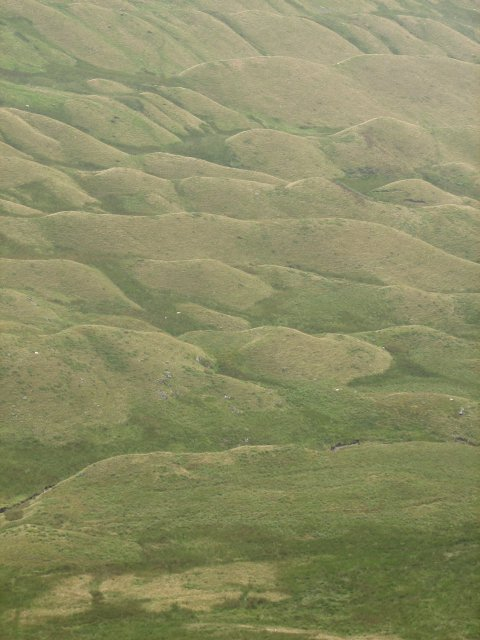
Buckelmoränen südlich des Afton Reservoirs

Die Galloway Hills sind durch die Bildung von Kargletschern charakterisiert, welche ausreichende, vom Wind herangeblasene Schneemassen erhielten und somit in manchen Talungen die Auswirkungen der Insolation übertreffen konnten. Insgesamt sind in den Hills 11 Kargletscher bekannt, davon 7 in den Merrick Hills und 4 in den Rhinns of Kells. Unter den 11 werden bei 5 Kargletschern ihre Randlagen durch End- oder Seitenmoränen demarkiert. Die größte der Moränen findet sich am Tauchers-Gletscher. Ein 200 Meter breiter und 12 Meter hoher Außenrücken beherbergt in seinem Inneren noch einen sehr engen Rücken. Diese beiden ineinander verschachtelten Rücken können mit einem begrenzten Vorstoß interpretiert werden, welcher innerhalb eines generellen Rückzugs erfolgte. Auch ohne Endmoränen konnten die Gletscher mittels Geröllbegrenzungen und dem jähen Ende von Buckelmoränen rekonstruiert werden. Die Abwesenheit von periglazialen Schuttloben innerhalb der Gletscher, jedoch ihr urplötzliches Auftauchen unmittelbar außerhalb der rekonstruierten Gletscherlimits deutet ganz auf ein LLR-Alter hin. Der Moränenrücken am Tauchers-Gletscher konnte mit LLR-Altern zwischen 13.100 und 11.500 Jahren vor heute datiert werden.
Der größte der Kargletscher war der Gletscher am Loch Dungeon, der allein für sich genommen bereits ein Drittel der Eismassen beinhaltete. Bei ihm stammten die Schneeanwehungen vom Hochgebiet am Meikle Millyea und am Milldown im Südwesten.

#### Tweedsmuir

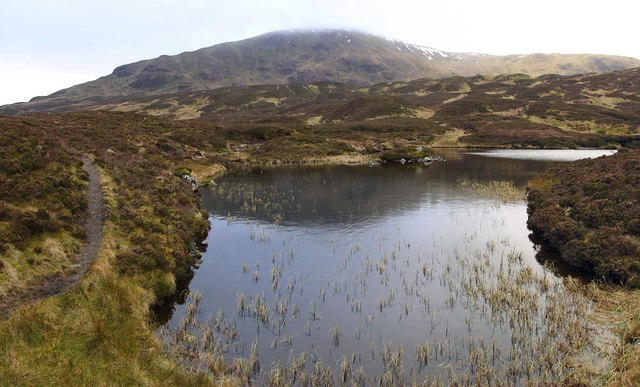
Blick vom Südostende des Loch Skeens über ein ausgedehntes Moränenfeld hoch zum White Coomb

Die Tweedsmuir Hills wurden erst ab 2014 systematisch von Pearce und Kollegen kartographisch erfasst. Vorherige Beschreibungen waren meist rein deskriptiver Natur. Die Bearbeiter konnten zwei Arten von Moränen auf den Talböden und auf den unteren Hanglagen unterscheiden. Der erste Typus liegt auf höherem Niveau und zeichnet sich durch scharfgratige, eng aneinanderliegende Rücken aus, welche schräg ins Tal hinabstreichen. Beispiele hierfür finden sich im Tal von Talla Water und am Südostausgang des Loch Skeens. Da die meisten Talungen keine nennenswerten Rückenwände aufweisen, können die Moränen manchmal bis aufs Plateau hinaufreichen. Ein Beispiel hierfür ist das Fruid Valley – wo seitliche Schmelzwasserkanäle mit den Moränen assoziiert sind und daher eine Plateauvereisung nahelegen. Die Moränen des zweiten Typs treten sporadischer auf – und auch nur in tieferen Lagen. Sie sind von wesentlich abgeflachterer Natur und strukturlos. Es wird jetzt angenommen, dass die Moränen des Typus 1 auf den Loch Lomond Readvance zurückgehen, wohingegen der Typus 2 älteren Datums ist.

### England
In England waren im Loch Lomond Readvance nur drei Gebiete betroffen:
- Lake District
- Pennines
- Cheviot Hills.

Ihr Areal ist relativ gering, wobei der Löwenanteil im Lake District im Nordwesten Englands zu liegen kommt. Wie auch in Schottland mit seinen den West Highland Glacier Complex umgebenden Eisfeldern hat in den letzten Jahrzehnten ein Paradigmenwechsel in der englischen Glaziologie stattgefunden – weg von alpinen temperierten Gletschern und hin zu plateauartigen Eisfeldern mit kalter Sohle (engl. cold-based ice).

#### Lake District

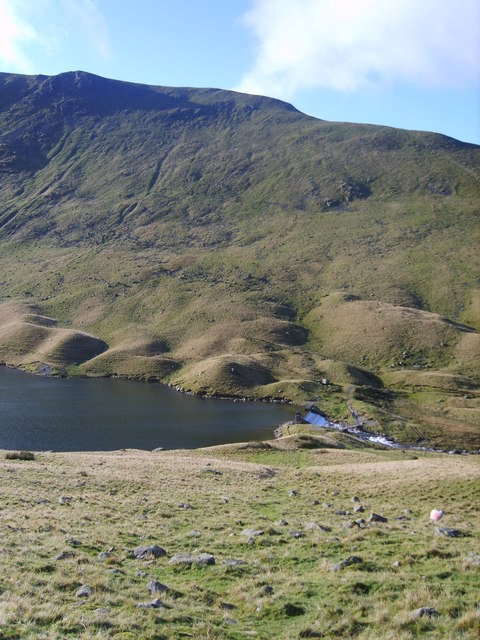
Große LLR-Buckelmoränen am Auslass des Hayeswaters. Am gegenüberliegenden Hang Solifluktionserscheinungen und Schmelzwasserrinnen.

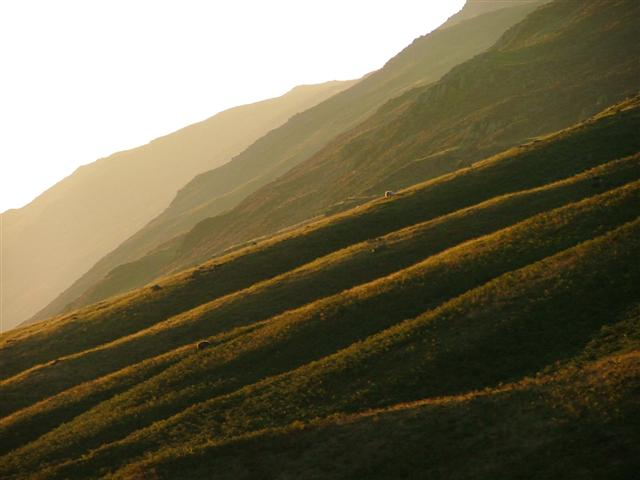
Spetakuläre Moränenrücken entlang der Nordseite des Ennerdales im Lake District

Neukartierungen im Lake District konnten diesen Paradigmenwechsel untermauern. Ihre Ergebnisse lassen sich dahingehend zusammenfassen, dass sich im Loch Lomond Readvance auf den Hochlagen des zentralen Lake Districts plateauartige Eisfelder gebildet hatten, deren bedeutendstes über High Raise lag. Die Eisfelder wurden von Talgletschern drainiert, die meist extensiver waren als die vormaligen Rekonstruktionen von Sissons.
Im westlichen Lake District sind 18 kleinere unabhängige Gletscher anzuführen, darunter Mosedale. Sie zeichnen sich meist durch End- und Seitenmoränen aus, welche eine Höhe von 1 bis 10 Meter erreichen und oft Abschnitte mit Buckelmoränen einschließen. Im zentralen Lake District war die Vereisung wesentlich intensiver. Neben dem Plateaueisfeld von High Raise hatten sich kleinere Eisfelder an den Gipfellagen vom Brandreth, Dale Head, Grey Knotts, Kirk Fell, Thunacar und Ullscarf angesammelt. Insbesondere die Eisfelder von High Raise, Thunacar und Ullscarf sind mit die besten Beispiele für eine Plateauvereisung. Die von ihnen ausgehenden Täler zeigen klare Abfolgen von Rückzugsmoränen. Im östlichen Lake District (östlich vom Kirkstone Pass) sind mindestens 11 Kar- und Talgletscher vorhanden, darunter die 4 Talgletscher von Hayeswater, Kentmere, Mardale Head und Riggendale.

#### Pennines
Der Loch Lomond Readvance hat in den Pennines nur wenig an Aufmerksamkeit erhalten. Bisher wurden 6 kleine Kargletscher erkannt – bei Cautley Crags, Combe Scar, Cronkley Scar, Great Coum, Swath Fell und Whernside. Alle 6 Kargletscher hatten gemeinsam, dass sie topographisch begünstigte Lagen in dieser glaziologischen Randregion einnahmen – im Abwind von großen Gebieten mit Schneeausblasungen. Bisher wurden noch keine Datierungen vorgenommen, dennoch kann durch die Gegenwart von ausschließlich holozänen Sedimenten innerhalb des Gletscherareals auf ein LLR-Alter rückgeschlossen werden.

#### Cheviot Hills
In den Cheviot Hills ist bisher nur ein einziger LLR-Gletscher zu vermerken. Dieser nimmt ein tiefes, nach Norden orientiertes Kar ein – den Bizzle Cirque. Auffallend sind hier eine Reihe von scharfgratigen Moränenrücken, die sich deutlich von wesentlich gedrungeneren Formen weiter außerhalb abheben. Der Bizzle Cirque liegt windabwärts eines großen Plateaus. Da sonst keine weiteren Vereisungen in den Cheviots auftraten, ist anzunehmen, dass Schneeauswehungen vom Plateau den Gletscher am Leben erhielten. Auch in diesem Fall kann durch die Abwesenheit periglazialer Geländeformen innerhalb des Gletscherareals (jedoch ihre allgegenwärtige Präsenz außerhalb) auf eine Vereisung im Loch Lomond Readvance geschlussfolgert werden.

### Wales
Der Loch Lomond Readvance beschränkte sich in Wales auf folgende Hochlandgebiete:
- Snowdonia und Nordwales
- Brecon Beacons

In günstigen Lagen konnten sich hier Kargletscher entwickeln. Ihre geringe Ausdehnung wirkte sich jedoch auf die Moränenbildung aus, so kommen Moränen in Wales nicht sehr häufig vor. Stattdessen werden viele Kargletscher durch Rücken abgeriegelt, welche meist nicht sehr weit von der Karrückwand entfernt liegen. Oft ist auch nicht eindeutig zu entscheiden, ob diese Geländerücken nun wirkliche Moränen darstellen oder ob es sich hierbei nur um Schuttwallansammlungen (engl. protalus ramparts) handelt, welche von abtauenden Schnee- oder Firnmassen zurückgelassen wurden.

#### Snowdonia und Nordwales

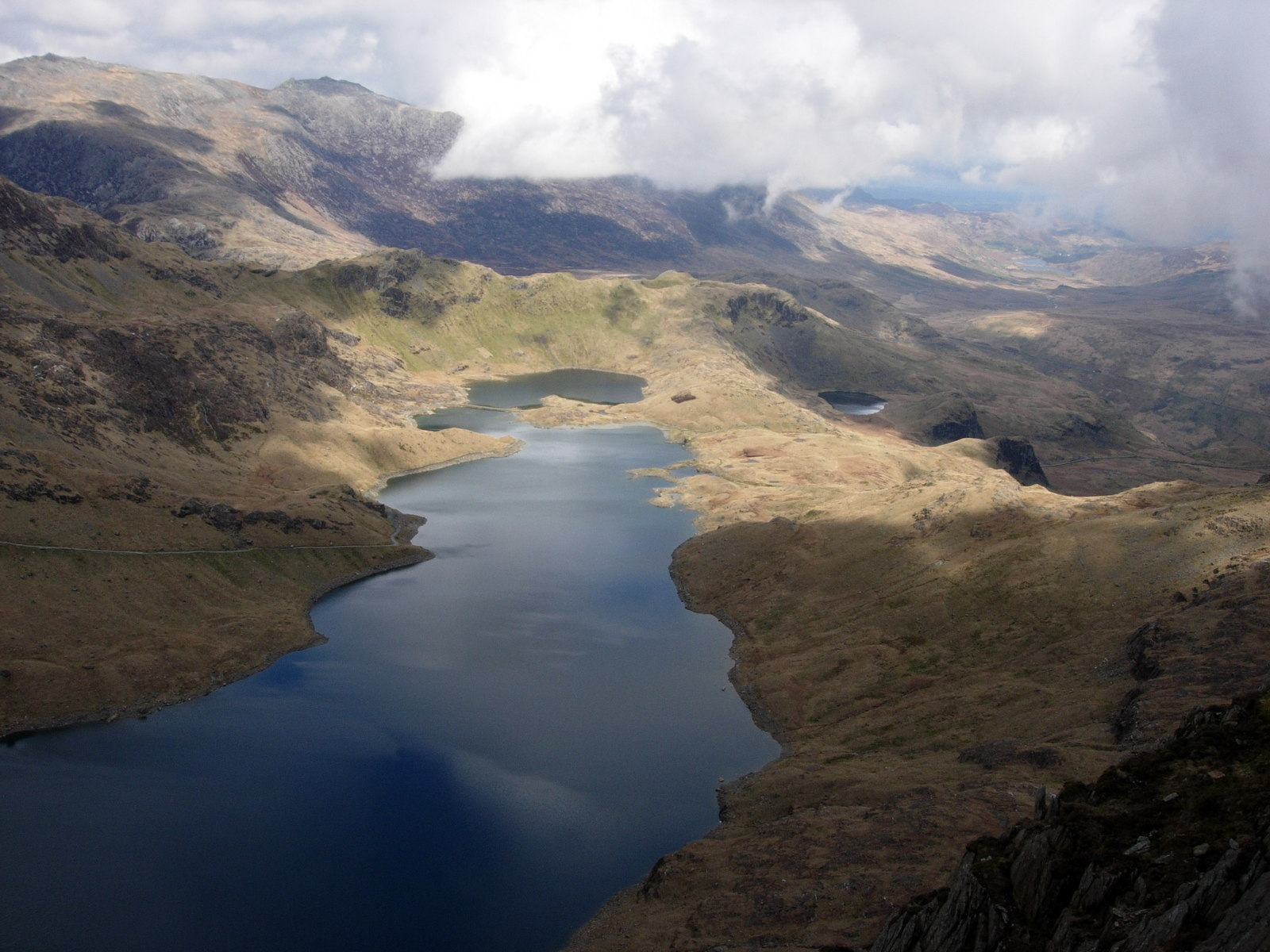
Der Llyn Llydaw östlich vom Snowdon. Die Seeverengung wird von Moränen des Llydaw-Gletschers verursacht.

Der Loch Lomond Readvance findet in Snowdonia seinen Ausdruck primär in sehr gut erhaltenen Moränen von hochgelegenen Kargletschern. Detailliertere geomorphologische Kartierungen ergaben insgesamt 38 Kargletscher und 16 semipermanente Schnee- und Firnfelder, die durch Schuttansammlungen gekennzeichnet waren. Die Kargletscher besitzen ein relativ kleines Areal (insgesamt 20,74 Quadratkilometer), 34 der 38 Kargletscher werden nicht größer als einen Quadratkilometer. Der größte unter ihnen ist der Llydaw-Gletscher mit 4,48 Quadratkilometer Ausdehnung.
Absolute Altersdatierungen wurden in Snowdonia bisher nur wenig vorgenommen, meistens wurden relative Alter mittels stratigraphischen Lagerungsverhältnissen oder mittels Pollenanalysen gewonnen. Kosmogenisch wurde die Abdämmmoräne am Llyn Idwal auf 12.900 bis 11.600 Jahre vor heute datiert. Der Beginn der organischen Sedimentation konnte mit der Radiokohlenstoffmethode im Cwm Cywion und im Llyn Llydaw auf rund 11.000 Jahre vor heute festgelegt werden. Somit lässt sich absehen, dass die Gletscher am Carneddau (wie beispielsweise Cwm Dulyn, Cwm Llugwy, Cwm Melynllyn, Cwmglas Bach, Cwmglas Mawr und andere), am Glyderau (mit Cwm Bual, Cwm Coch, Cwm Cywion, Cwm Graianog, Cwm Idwal, Llyn Clyd und andere) und am Snowdon und Garnedd Ugain (mit Cwm Clogwyn, Cwm Du’r Arddu, Cwm Dyli, Cwm Glas Mawr, Cwm Tregalan und Llydaw) sehr wohl dem Loch Lomond Readvance zugeordnet werden können.
Drei weitere kleinere Kargletscher finden sich in den Arenigs im Cwm Gylchedd, im Llyn Arenig Fach und im Llyn Arenig Fawr. Weitere 6 Kargletscher werden für die Aran mountain range und die Berwyn range vermutet.

#### Brecon Beacons

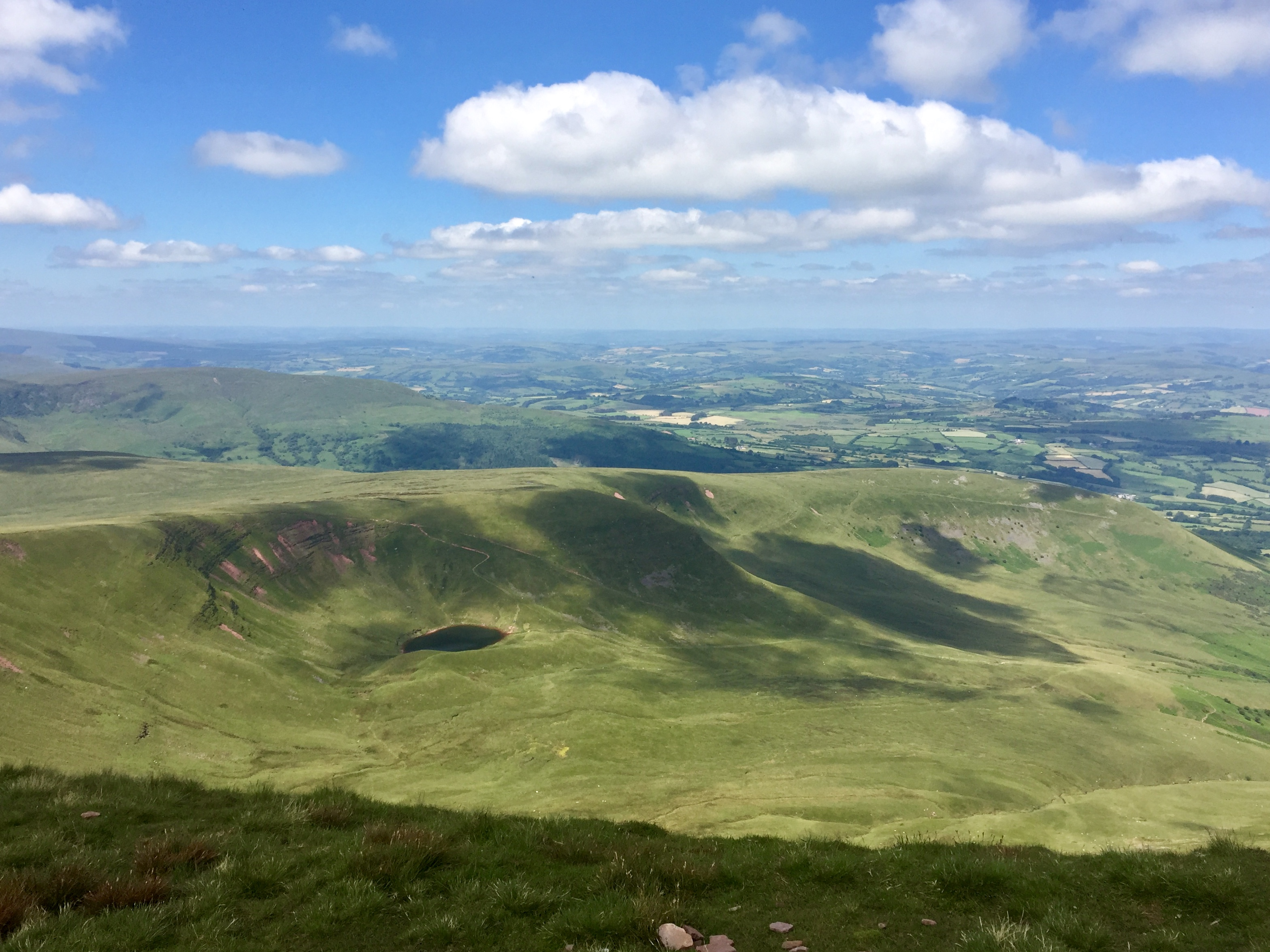
Cwm Llwch mit Llyn Llwch. Der kleine See wird beidseitig von Moränen umringt.

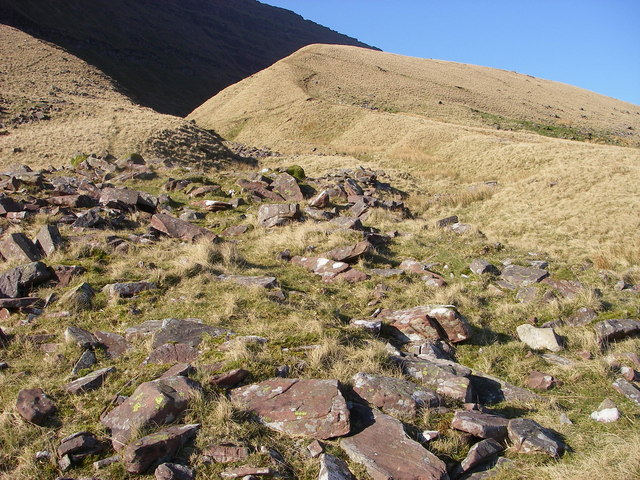
Die vom Nant Tawe Fechan durchbrochene Moräne am Fan Hir

In den Brecon Beacons befinden sich die südlichsten LLR-Gletscher überhaupt. Die Umweltbedingungen zur Entstehung von Gletschereis hatten hier jedoch ihr Limit erreicht. Dementsprechend treten als vorherrschende Geländeformen hauptsächlich nur alleinstehende Rücken auf, welche sich am Fuß und im Schutz von vornehmlich nach Nordosten ausgerichteten Sandsteinabbrüchen ansammelten. Die problematische Entstehungsweise der Rücken ist jetzt seit mehr als 100 Jahren Forschungsgegenstand gewesen. Dies wird erschwert durch einen hinzukommenden Mangel an absoluten Altersdatierungen in den Brecon Beacons. Es besteht somit nach wie vor Unsicherheit über eine korrekte Zuordnung der Ablagerungen zum letzteiszeitlichen Maximum oder zum Loch Lomond Readvance. Als relativ sichere bis sehr wahrscheinliche LLR-Strukturen gelten bisher nur die Rücken von Cwm Crew, Cwm Cwarelli, Cwm Gwaun Taf, Cwm Llwch, Cwm Oergwn und Pen Milan in den östlichen Brecon Beacons. Sehr wahrscheinlich in ihrem LLR-Ursprung sind auch Craig Cerrig-gleisiad und womöglich auch der umstrittene Craig y Fro, die beide im östlichen Fforest Fawr gelegen sind. Im Fforest Fawr kommen möglicherweise auch noch die kleinen Gletscher am Fan Gyhirych sowie am Blaen Senni, Craig Cwmdu und am Fan Bwlch Chwyth in Frage. Weitere wahrscheinliche Kandidaten für den Loch Lomond Readvance finden sich in den westlichen Brecon Beacons mit Cwm Sychlwch, Fan Hir, Llyn y Fan Fach und Picws Du (bereits sehr fraglich und umstritten).
Die bisher einzige gesicherte absolute Altersdatierung dieser kleinen Kargletscher stammt vom Cwm Pwllfa in den östlichen Brecon Beacons. Organische Ablagerungen an der Basis eines Bohrkerns innerhalb des Moränenkomplexes hatten ein Radiokohlenstoffalter von 8.290 ± 35 Jahre vor heute erbracht. Dieses Alter erscheint etwas sehr jung, dennoch wird hier ein LLR-Alter durch das Fehlen jeglicher spätglazialen Sedimente innerhalb des Bohrkerns indiziert.

## Glaziogeomorphologische Einteilung
Die LLR-Vereisungen können glaziogeomorphologisch fünf verschiedenen Formen zugeordnet werden (mit abnehmender Gletschergröße und Eisdicke, jedoch mit zunehmenden Einfluss der unterlagernden Topographie):
- Eiskappen und Eisdome
- Plateaueisfelder
- Vorlandeisloben
- Alpine Eisfelder
- Kargletscher und Eisnischen.

Diese unterschiedlichen Geländeformen zeichnen sich wie folgt aus:

### Eiskappen und Eisdome

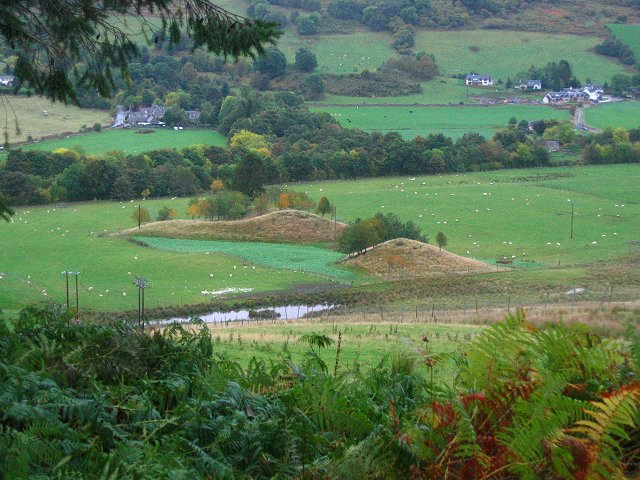
Supraglazial abgelagerte Schuttansammlungen (engl. glacial knolls) im Glen Lyon

Ihre mächtige Eisauflage macht Eiskappen und Eisdome in ihrer Fließrichtung unabhängig von der unterlagernden Topographie. Sie können alpinen Bergketten, aber durchaus auch topographischen Niederungen aufsitzen. Vereinzelte Nunataks können herausragen, deren Gipfelgesteine Frostsprengungen aufweisen. Gletscherschliffe sind praktisch überall vorhanden und finden sich auch auf Graten und Hochplateaus. In Talböden und niedrigeren Lagen erscheinen Rundhöcker, die in höheren Lagen in so genannte Walrücken (engl. whalebacks) übergehen. Moränen und Hochplateaus des letzteiszeitlichen Maximums werden von LLR-Flutings überprägt. In den Tälern erfolgt die Tillablagerung asymmetrisch, wobei sich besonders dicke Ansammlungen am Fuß von Geländestufen oder in topographischen Depressionen einstellen. Die Moränen entlang der Talböden sind scharfkantig. Beispiele für diesen geomorphologischen Typus finden sich in Schottland im Glen Lyon und in den umliegenden Tälern am Südrand des Rannoch Moors.

### Plateaueisfelder
Bei Plateaueisfeldern wird die Fließrichtung der Eismassen bereits von der Topographie beeinflusst. Plateaueisfelder sitzen gewöhnlich abgerundeten Erhebungen einer sanft gewellten Hochfläche auf, welche von Tälern flankiert und teils auch von diesen eingeschnitten wird. Manche Gipfel können als Blockfelder tragende Nunataks ausgebildet sein. Anstehendes ist meist vom Eis abgeschliffen und Rundhöcker und auch Moränen können bis in den Talschluss zurückreichen. Am Eisrand bilden sich ausgedehnte Netze von Schmelzwasserkanälen, insbesondere auf dem Plateau. In den Tälern entstehen während des Rückzugs Serien von Buckelmoränen. In manchen Tälern fehlen jedoch sämtliche Anzeichen ihrer Vereisung. Ein gutes Beispiel für den Typus Plateaueisfeld sind die Monadhliath Mountains in Schottland.

### Vorlandeisloben

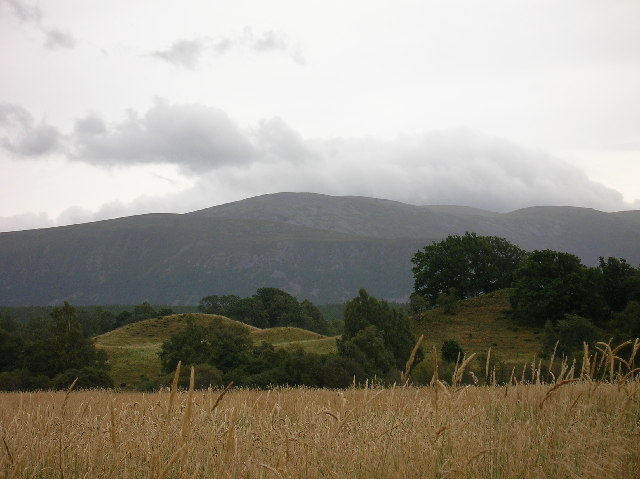
Kames am Loch Insh bei Kincraig

Auch in diesem Fall bestimmt die Topographie zunehmend die Fließrichtung. Dieser Typus zeichnet sich dadurch aus, dass die Eisloben aus den Gletschertälern heraus in offenes and leicht undulierendes Vorland vordringen. Berggrate und Gipfel oberhalb des Eises sind periglazialen Bedingungen ausgesetzt. Die Mittelabschnitte der Täler zeigen meist von Till ummantelte Hanglagen – was aber oft durch Wiederaufforstung verdeckt wird. Die Endmoränenrücken sind sehr deutlich ausgeprägt und schließen oft chaotische Buckelmoränen, Kames, Kamesterrassen und auch Esker mit ein. Das Überfahren von vorhergegangenen Deltasedimenten durch die Eismassen kann proglaziale Tektonik bewirken. Manchmal ereignen sich auch direkt Gletscherläufe (engl. surges), die durch blockartig überschiebende Moränen und so genannte hill-hole pairs (paarweise angeordnete Hügel und Vertiefungen) angezeigt werden. Ein Paradebeispiel für Vorlandeisloben ist das Tal des Loch Lomonds in Schottland.

### Alpine Eisfelder
Bei Alpinen Eisfeldern wird die Fließrichtung des Eises eindeutig von der Topographie vorherbestimmt. Die Berge haben alpinen Charakter und werden von scharfen Graten, Sätteln und steilen Gletschertälern getrennt. Kare sind sehr deutlich ausgebildet. Kleinere Plateaus kommen ebenfalls vor. Gipfel und Grate unterliegen periglazialen Bedingungen, wie Blockfelder und Solifluktionserscheinungen verdeutlichen. Vom Eis überprägte und abgerundete Sättel beschränken sich auf die Eisfeldmitte oder auf tiefere Lagen. Die Höhenlage der Eisfelder lässt sich durch Trimmlinien und Tillobergrenzen abschätzen. Generell gut entwickelt ist der Übergang in den Tälern vom Erosionsbereich in den Hochlagen (mit Rundhöckern, Gletscherschrammen und Flutings) zum Ablagerungsbereich (mit Rückzugsmoränen und dickem Till). Für vernetzte Schmelzwässerkanäle bestehen meist nur beschränkte Hinweise. Beispiele für alpine Eisfelder finden sich auf Mull in Schottland.

### Kargletscher und Eisnischen
Kargletscher sind in ihrer Fließrichtung eindeutig an die Topographie gebunden. Die Kare und Nischen finden sich in alpinen Verhältnissen oder auch in den Flanken von Abbrüchen in einer Randlage zu Eisfeldern. Auf den Gipfelbereichen finden sich Blockfelder, durch die Frostverwitterung gebildeter Schutt und Solifluktionsstrukturen. Außerhalb der vereisten Gebiete entstehen geomorphologisch reife Schutthänge. Die Eisentstehung ist meistens auf topographisch begünstigte Stellen beschränkt – mit geringer Insolation, jedoch schneeliefernden Gebieten im Luv. Die Endmoränen sind gebogener Natur. Als alleinstehende Rücken umschließen sie oft höckrige Grundmoränen oder kurze Abfolgen von Rückzugsmoränen. Schuttwallansammlungen markieren die Ausdehnung permanenter Schneefelder. Hangabrisse hinterlassen oft Hügel und Rücken, die Moränenrücken sehr ähnlich sehen können. Beispiele zu Kargletschern und Eisnischen finden sich in Snowdonia und in den Brecon Beacons in Wales.

## Alter
Der Loch Lomond Readvance setzte nach dem bei 14.700 bis 14.500 Jahre vor heute beginnenden Windermere-Interstadial ab rund 12.900 (auch 12.650) Jahre vor heute ein. Das vorangegangene Windermere-Interstadial entspricht dem GI-1 mit den Unterteilungen GI-1a bis GI-1e. Der LLR dauerte bis zum Beginn des Holozäns vor 11.700 Jahre vor heute. Dieser Zeitraum stimmt mit dem GS-1 weitestgehend überein und wird generell zur Jüngeren Dryas gerechnet.
Das Einsetzen der vollständigen Enteisung am British Irish Ice Sheet ist nach wie vor umstritten. Einige Forscher siedeln diesen Zeitpunkt sehr früh bei 12.500 Jahre vor heute an, wohingegen neuere Forschungsarbeiten zu dem Ergebnis kommen, dass die letzten Eisreste erst am Ende der Jüngeren Dryas verschwanden, ja dass kleinere Reste sogar noch zum Beginn des Holozäns überdauerten.

## Zusammenschau
Charakteristisch für die Jüngere Dryas und somit den Loch Lomond Readvance waren sehr rasche Klimawechsel. Zu Beginn kam es zu einer sehr brüsken und starken Abkühlung und am Ende des Stadials zu einer sehr schnellen Wiedererwärmung. Der jähe Wechsel war nahezu instantan und dauerte nicht länger als 10 bis maximal 100 Jahre. Diese Tatsache erklärt nun das Interesse an dieser Klimaperiode, da sie möglicherweise Hinweise für unsere aktuell dahingaloppierende Klimakrise enthält.
Folglich ist es unumgänglich, die Mechanismen für den Rückzug von Eisschilden wirklich zu verstehen. Nur so ist es überhaupt möglich, Voraussagen über das zukünftige Verhalten von Gletschern und Eisschilden zu treffen. Die Jüngere Dryas ist für diesen Zweck sehr gut geeignet. Da der Loch Lomond Readvance die letzte größere Vereisung der Britischen Inseln darstellt, sind seine Auswirkungen noch sehr gut erhalten. Diese können uns daher einen guten Einblick vermitteln, wie Gletscher und Eisfelder auf plötzliche Erwärmung reagieren.
Die paläoklimatischen Bedingungen hatten um 12.500 Jahre vor heute mit Juli-Monatsmitteltemperaturen von 7,5 °C einen erneuten Tiefstand erreicht – was einem δ O 18-Wert von − 41,7 ‰ entspricht. Die Temperaturen erholten sich dann bis zum Beginn des Holozäns unter Schwankungen um 1,5 °C auf 9,0 °C (entsprechend − 39,0 ‰), um dann gegen 11.250 Jahre vor heute bereits 12,0 °C (entsprechend − 36,5 ‰) zu erreichen. Zu Beginn des Stadials hatten die Temperaturen noch bei 11 °C gelegen (entsprechend − 38,2 ‰) und waren dann sehr rasch um 3,5 °C auf den Tiefstand abgefallen. Gewöhnlich wird der LLR in zwei Hälften unterteilt, wobei die erste Hälfte kälter war und bis etwa 12.200 Jahre vor heute dauerte. Eine kurze zwischenzeitliche Erwärmung war um 12.000 Jahre vor heute erfolgt (auf 39,6 ‰ bzw. 9,3 °C°).
Anhand der Gletschermorphologien lassen sich drei Rückzugsarten unterscheiden. Einmal ein aktiver Rückzug während der gesamten Enteisungsphase, sodann ein zweistufiger Rückzug und schließlich ein ununterbrochener Rückzug. Der aktive Rückzug ist hierbei am verbreitetsten und entspricht einem Rückzug unter allmählicher Erwärmung ab der Mitte des Stadials – und nicht einem rapiden Temperaturanstieg gegen Ende des Stadials.
Die Rückzugsart wurde durch die Kombination klimatischer und topographischer Bedingungen beeinflusst. Die Rückzugsdynamik kann sich auch im Erhaltungsgrad der geomorphologischen Formen widerspiegeln – so kommt es beispielsweise zu örtlichen Variationen in der Schuttmenge, deren Verfügbarkeit ihrerseits wiederum den Abtransport in proglazialen Flussnetzen steuert.
Ausdehnung und Typus der LLR-Gletscher waren stark abhängig von der Interaktion zwischen Topographie und Klima. Der Schneezauneffekt der Berge westlich von Rannoch Moor zusammen mit den vorherrschenden Südwestwinden ermöglichte die Akkumulation riesiger Schneemengen, die sodann das Eiszentrum des West Highland Glacier Complex formten. In vergleichbarer Weise konnten peripher gelegene Kargletscher im Abwind von Plateauflächen entstehen. Diese beschützten sie vor Insolation und waren gleichzeitig das Liefergebiet vom Wind angewehter Schneemassen.
Regionale Klimaunterschiede hatten ihrerseits eine Auswirkung auf Gletscherausdehnung und Gletschertypus. Die Niederschlagsreduzierung in Nord- und Ostrichtung beeinträchtigte vor allem die Eisausdehnung an trockeneren Stellen. Neuere Klimamodellierungen deuten darauf hin, dass das Klima im Loch Lomond Readvance generell wesentlich kälter, trockener und saisonal deutlicher ausgeprägt war als bisher angenommen.

## Photogalerie

### Brecon Beacons

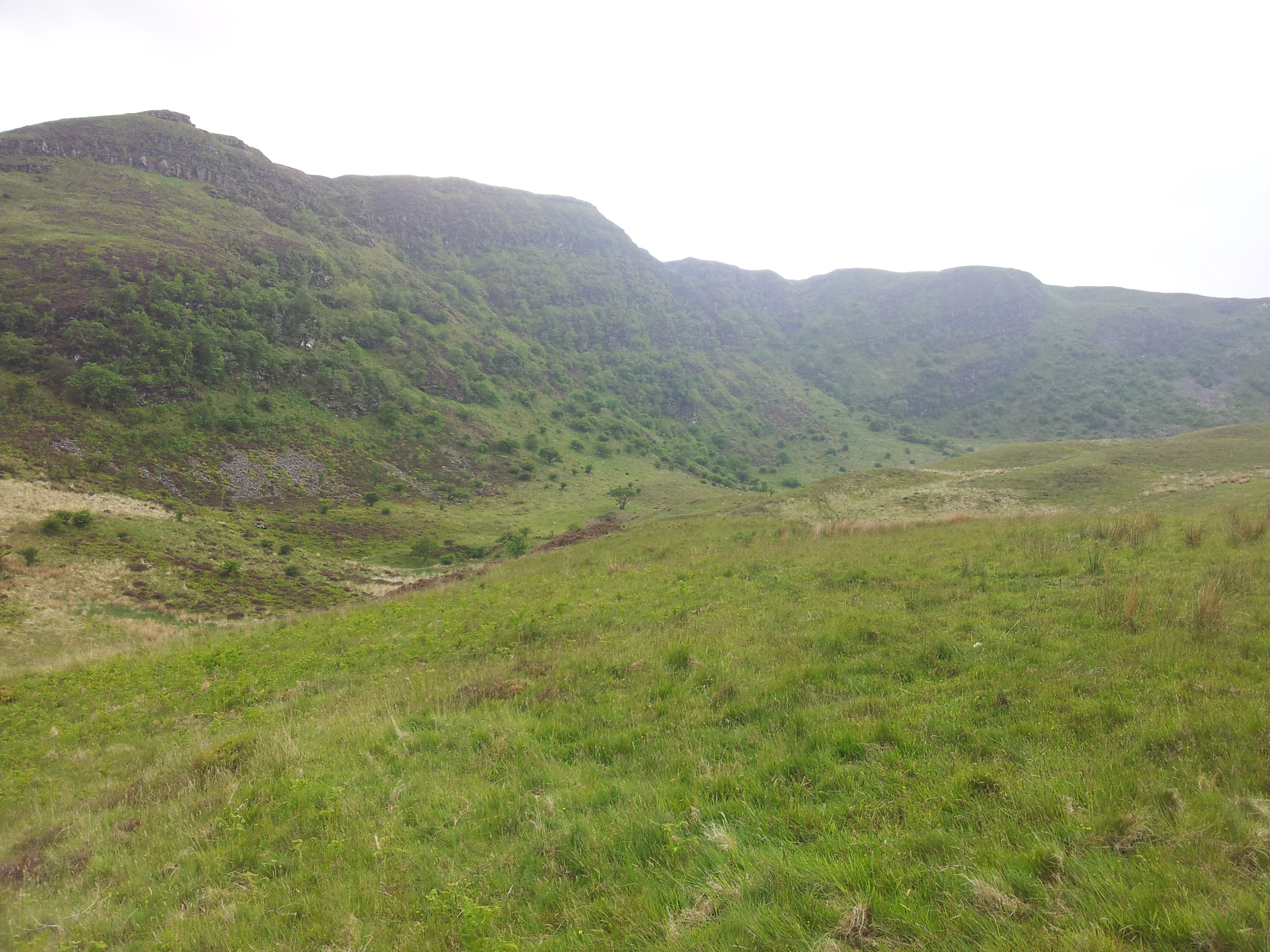
Moränen im Trogtal von Craig Cerrig-gleisiad
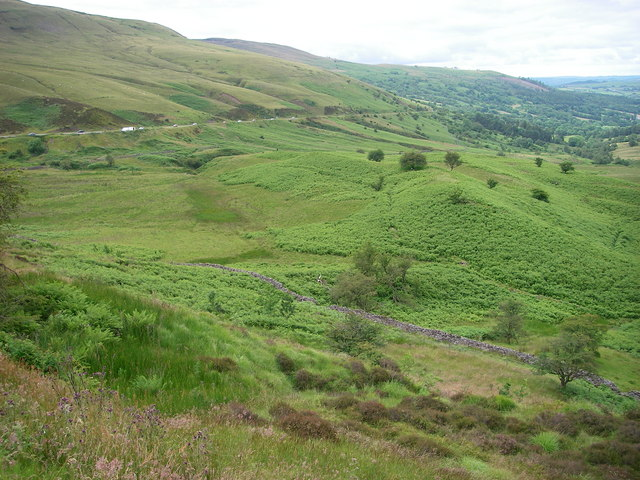
Moränen unterhalb von Craig-y-fro
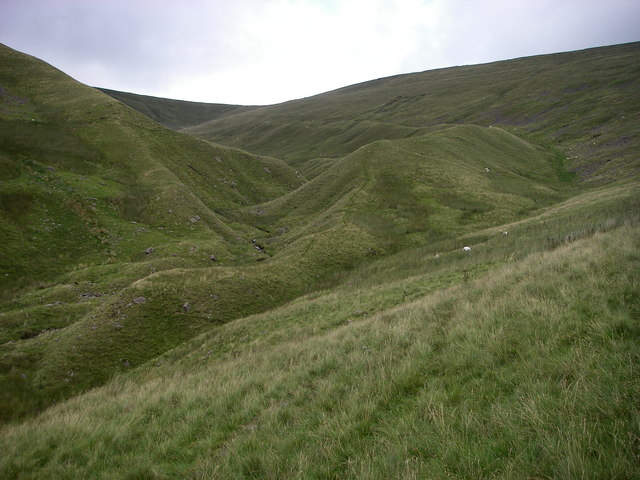
Moräne im oberen Cwm Crew
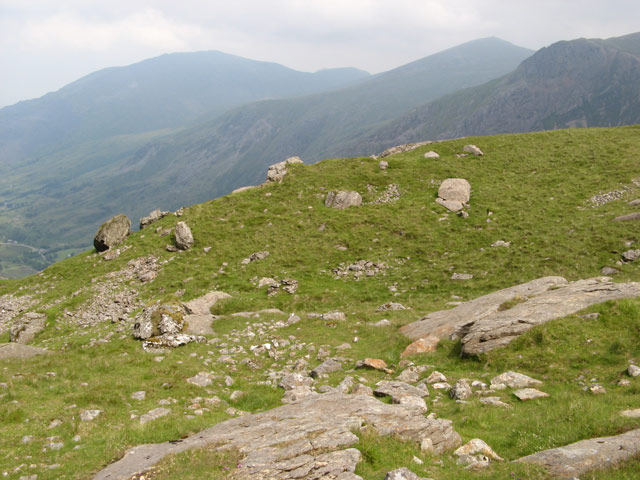
Kleine Endmoräne im Cwm Uchaf
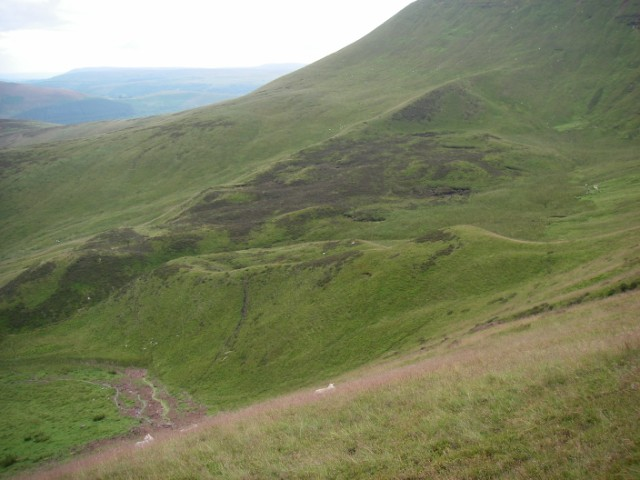
Moränen im Cwm Pwllfa
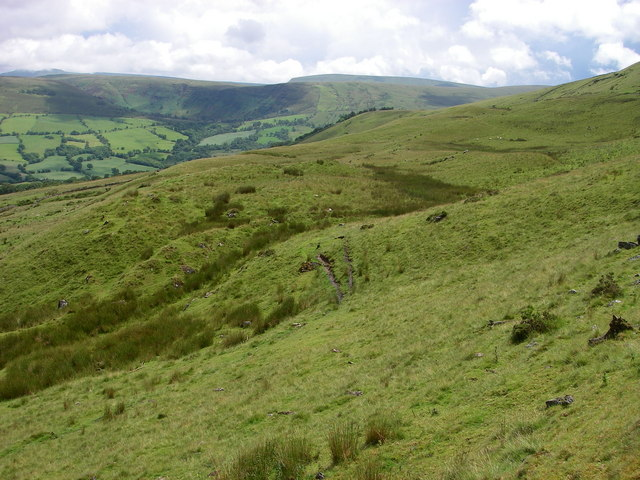
Moräne unterhalb vom Fan Bwlch Chwyth